# América FC (Amazonas)
América FC is een Braziliaanse voetbalclub uit Manaus in de staat Amazonas.

## Geschiedenis
De club werd op 2 augustus opgericht door twee broers die de club vernoemden naar America FC uit Rio de Janeiro. Van 1951 tot 1954 won de club vier keer op rij het staatskampioenschap van Amazonas. Op 14 mei 2010 werd de naam gewijzigd in Manaos FC en werden de rood-witte clubkleuren gewijzigd naar groen (Amazonewoud) en zwart Rio Negro. Op 21 juni van dat jaar werd deze beslissing echter teruggedraaid omdat de verhoopte inkomsten die de club verwachtte met deze wijziging uitbleven. Sinds 2012 speelt de club geen profvoetbal meer.

## Erelijst
Campeonato Amazonense
1951, 1952, 1953, 1954, 1994, 2009